# Norbert Rabanser
Norbert Rabanser (* 4. Mai 1970 in Bozen) ist ein italienischer (Südtiroler) Schlagzeuger und Komponist. Er ist auch als Kapellmeister und Arrangeur tätig. Zusätzlich unterricht Rabanser als Professor für Schlaginstrumente am Tiroler Landeskonservatorium und als Lehrbeauftragter an der Universität Mozarteum.

## Leben
Norbert Rabanser studierte bei Wolf Dieter Köhler am Konservatorium in Innsbruck und am Drummers Collective Schlagzeug. Danach war er ab 1989 Schlagzeuger im Tiroler Symphonieorchester Innsbruck. Während seiner Tätigkeit dort gewann er den Sparkassenförderungspreis Tirol/Südtirol 1994. Parallel spielte Rabanser im Gustav Mahler Jugendorchester unter Claudio Abbado und Franz Welser-Möst. Rabanser wurde 1992 zum Lehrbeauftragten am Mozarteum für Schlaginstrumente berufen. 1999 endete seine Tätigkeit beim Tiroler Symphonieorchester. Rabanser musizierte mit vielen bedeutenden Orchestern und Musikern, so gab er Konzerte unter anderem mit den Münchner Philharmonikern, den Bamberger Symphonikern, dem Symphonieorchester des Bayerischen Rundfunks und dem Konzerthausorchester Berlin. Als Soloist tourte er mit Evelyn Glennie und dem New Zealand Symphony Orchestra, Joe Alessi und Jon Sass. 2008 begleitete er Semino Rossi auf dessen Europatournee.
Als Komponist komponierte er unter anderem für das Hotel Burj al Arab, das Land Tirol und verschiedenste Ensembles.
Seit 2012 moderiert er auch die Sendung Dur und Schräg bei Rai Südtirol.

## Innsbrucker Böhmische
Rabanser gehört zu den Gründungsmitgliedern der Innsbrucker Böhmischen. Gemeinsam mit Fredi Gradwohl und weiteren Musikern spielte er ab 1992 CDs im Oberkrainer-Stil ein. Aus dieser Formation, die zu viert und zu dritt musiziert hatte, entwickelten sich die Innsbrucker Böhmische. Norbert Rabanser leitet die Gruppe als Kapellmeister und dient als Schlagzeuger der Formation.